# Tensione elettrica
La tensione elettrica, spesso chiamata semplicemente tensione, è una grandezza fisica proporzionale alla quantità di energia richiesta per muovere una carica elettrica tra due punti nello spazio. Il suo valore dipende in generale da un campo elettrico variabile nello spazio e nel tempo e dal percorso orientato, quando però il campo elettrico è un campo elettrostatico allora la tensione coincide con la differenza di potenziale elettrico tra i due punti di inizio e fine del percorso. 
La tensione elettrica è misurabile con il voltmetro, talvolta è impropriamente indicata con il termine "voltaggio", francesismo derivato da voltage. La tensione elettrica è generalmente indicata con il simbolo {\displaystyle v} se variabile nel tempo e con il simbolo {\displaystyle V} se costante nel tempo; nel sistema internazionale di unità di misura è misurata in volt, simbolo {\displaystyle \mathrm {V} }, che per definizione è omogeneo al rapporto tra joule e coulomb e che in termini di grandezze fondamentali è dato dal prodotto kg × m2 × A−1 × s−3.

## Definizione
Considerato un campo elettrico {\displaystyle \mathbf {E} } su una regione di spazio in cui è presente una carica elettrica {\displaystyle q_{0}} tale che il suo campo elettrico non perturbi il campo {\displaystyle \mathbf {E} }, e una forza {\displaystyle \mathbf {F} } di qualsiasi natura agente sulla carica {\displaystyle q_{0}} (quindi chiamata forza elettrica) allora la forza e il campo elettrico sono legati alla carica elettrica tramite la relazione {\displaystyle \mathbf {F} =q_{0}\mathbf {E} }. Allo spostamento elementare {\displaystyle \mathrm {d} \mathbf {s} } della carica {\displaystyle q_{0}} causato dalla forza elettrica {\displaystyle \mathbf {F} } è allora possibile associare un lavoro elettrico elementare {\displaystyle \mathrm {d} L_{e}=\mathbf {F} \cdot \mathrm {d} \mathbf {s} =q_{0}\mathbf {E} \cdot \mathrm {d} \mathbf {s} }. Definito allora un percorso {\displaystyle \gamma _{\mathrm {AB} }} compreso tra due punti {\displaystyle \mathrm {A} } e {\displaystyle \mathrm {B} } si ha allora che il lavoro elettrico lungo {\displaystyle \gamma _{\mathrm {AB} }} è:
{\displaystyle L_{e}=q_{0}\int _{\gamma _{\mathrm {AB} }}\mathbf {E} \cdot \mathrm {d} \mathbf {s} }
Definita allora la tensione come un grandezza proporzionale al lavoro richiesto per muovere una carica elettrica tra due punti nello spazio si ha che {\displaystyle L_{e}=q_{0}V_{\gamma _{\mathrm {AB} }}}. La tensione {\displaystyle V_{\gamma _{\mathrm {AB} }}} tra due punti {\displaystyle \mathrm {A} } e {\displaystyle \mathrm {B} } in una regione di spazio su cui agisce un campo elettrico {\displaystyle \mathbf {E} } è quindi definita come l'integrale di linea del campo elettrico lungo un percorso {\displaystyle \gamma _{\mathrm {AB} }}.
{\displaystyle V_{\gamma _{\mathrm {AB} }}=\int _{\gamma _{\mathrm {AB} }}\mathbf {E} \cdot \mathrm {d} \mathbf {s} }

## Descrizione

### Differenza di potenziale elettrico
La differenza di potenziale elettrico è una tensione generata da un campo elettrico conservativo {\displaystyle \mathbf {E} _{s}} detto campo elettrostatico che può essere generato da una distribuzione fissa di cariche o da una corrente elettrica le cui cariche si muovono di moto rettilineo uniforme, ovvero da una corrente continua. Essendo il campo elettrostatico un campo vettoriale conservativo, il suo integrale di linea è lungo un percorso di estremi {\displaystyle A} e {\displaystyle B} e quindi la tensione associata è:
{\displaystyle V=\int _{A}^{B}\mathbf {E} _{s}\,d\mathbf {s} }
Essendo conservativo il campo elettrostatico ammette un potenziale scalare detto potenziale elettrico il cui valore dipende dalla posizione e non dal percorso effettuato per raggiungerla, allora per il teorema fondamentale del calcolo integrale si ha che la tensione è pari alla differenza di potenziale elettrico {\displaystyle \Delta {V}} tra gli estremi del percorso:
{\displaystyle \Delta {V}=V_{B}-V_{A}}
Il segno della differenza di potenziale elettrico, così come in generale quello della tensione, dipende dal verso di percorrenza che deve essere determinato da una convenzione di segno.

### Forza elettromotrice
La forza elettromotrice è una tensione calcolata lungo un percorso chiuso {\displaystyle l} che solitamente viene indicata con la sigla f.e.m. oppure con il simbolo {\displaystyle {\mathcal {E}}}. Per definizione allora:
{\displaystyle {\mathcal {E}}=\oint _{l}\mathbf {E} \,d\mathbf {s} }
La forza elettromotrice associata a un campo elettrostatico si può calcolare come differenza di potenziale elettrico tra i punti di inizio e fine percorso, che però nel caso di un percorso chiuso coincidono, segue quindi che la forza elettromotrice di un campo elettrostatico è sempre nulla:
{\displaystyle {\mathcal {E}}=\int _{A}^{B\equiv A}\mathbf {E} _{s}\,d\mathbf {s} =0}

### Generatore di tensione
Affinché la forza elettromotrice abbia un valore non nullo, alla forza elettrica agente sulle cariche deve essere associato un campo non conservativo e ciò è possibile attraverso l'utilizzo di un generatore di tensione. La tensione {\displaystyle E}, tra i due poli di un generatore reale inserito in un circuito, è sempre inferiore rispetto alla forza elettromotrice generata, in quanto la corrente elettrica {\displaystyle i} che scorre nel generatore, attraversa una resistenza elettrica {\displaystyle R_{i}} interna al generatore, la quale dissipa in calore, per effetto Joule, parte dell'energia elettrica prodotta. La tensione ai poli di un generatore allora è:
{\displaystyle E={\mathcal {E}}-R_{i}i}
La non idealità di un generatore di tensione può essere causata, oltre che dalle cadute ohmiche, anche dalle cadute di potenziale associate a eventuali sovratensioni interne al generatore, di natura elettrochimica (se il generatore è una cella galvanica, ad esempio una pila). Per i calcoli di grandezze elettriche, si può tenere conto degli effetti delle sovratensioni pensando alla resistenza interna come la somma delle cadute ohmiche e delle sovratensioni, ma tale semplificazione non può essere utilizzata per il calcolo del calore sviluppato per effetto Joule, in quanto l'energia dissipata dalle sovratensioni è convertita solo in parte in calore; l'altra parte di tale energia può essere invece convertita per lo svolgimento di vari processi interni alla cella elettrochimica, tra cui: reazioni di trasferimento di carica, trasporto degli ioni nell'elettrolita e deposizione degli ioni agli elettrodi.
In una spira che racchiude una superficie attraversata da un flusso magnetico, si genera una forza elettromotrice proporzionale alla velocità di variazione di flusso nel tempo. Una differenza di potenziale è anche generata tra gli estremi di un conduttore elettrico che si muove perpendicolarmente a un campo magnetico.

## Relazioni circuitali

### Legge di Ohm
Alla base del comportamento dei circuiti con carico puramente resistivo, vi è la legge di Ohm. Essa stabilisce che se si applica una tensione {\displaystyle V} ai capi di una resistenza {\displaystyle R}, l'intensità {\displaystyle I} della corrente elettrica risultante che la attraversa, è direttamente proporzionale alla tensione e inversamente proporzionale alla resistenza:
{\displaystyle I={\frac {V}{R}}}

### Effetto Joule
La corrente elettrica che passa attraverso un componente resistivo (R), genera una dissipazione di potenza {\displaystyle P} il cui valore è dato dal prodotto dell'intensità (I) per la differenza di potenziale (V):
{\displaystyle P=VI=RI^{2}}
Tale fenomeno è detto effetto Joule. La tensione tra due o più rami del circuito posti in serie è pari alla somma tra le tensioni dei singoli rami, mentre due punti che in un circuito sono connessi da un conduttore ideale (cioè avente resistenza nulla) hanno differenza di potenziale pari a zero.

## Livelli di tensione

Segnale di pericolo per la presenza di alta tensione

La classificazione della tensione elettrica è differente a seconda dell'ambito a cui si fa riferimento e al tipo di corrente (alternata o continua). In particolare secondo quanto dettato dalla norma CEI EN 50110-1 "Esercizio degli impianti elettrici", la tensione elettrica viene classificata come indicato nella seguente tabella:
| Tensione            | Abbreviazione | Categoria | Corrente alternata | Corrente continua |
| ------------------- | ------------- | --------- | ------------------ | ----------------- |
| Bassissima tensione | BBT           | 0         | 0 ÷ 50 V           | 0 ÷ 120 V         |
| Bassa tensione      | BT            | I         | 50 ÷ 1000 V        | 120 ÷ 1500 V      |
| Media tensione      | MT            | II        | 1 000 ÷ 30000 V    | 15 00 ÷ 30000 V   |
| Alta tensione       | AT            | III       | > 30000 V          | > 30000 V         |

La norma CEI EN 50160 (a cui fa riferimento l'ARERA) riporta invece i seguenti valori:
| Tensione           | Abbreviazione | Tensione nominale tra le fasi |
| ------------------ | ------------- | ----------------------------- |
| Bassa tensione     | BT            | 0 ÷ 1 kV                      |
| Media tensione     | MT            | 1 ÷ 35 kV                     |
| Alta tensione      | AT            | 35 ÷ 150 kV                   |
| Altissima tensione | AAT           | > 150 kV                      |

## Sicurezza

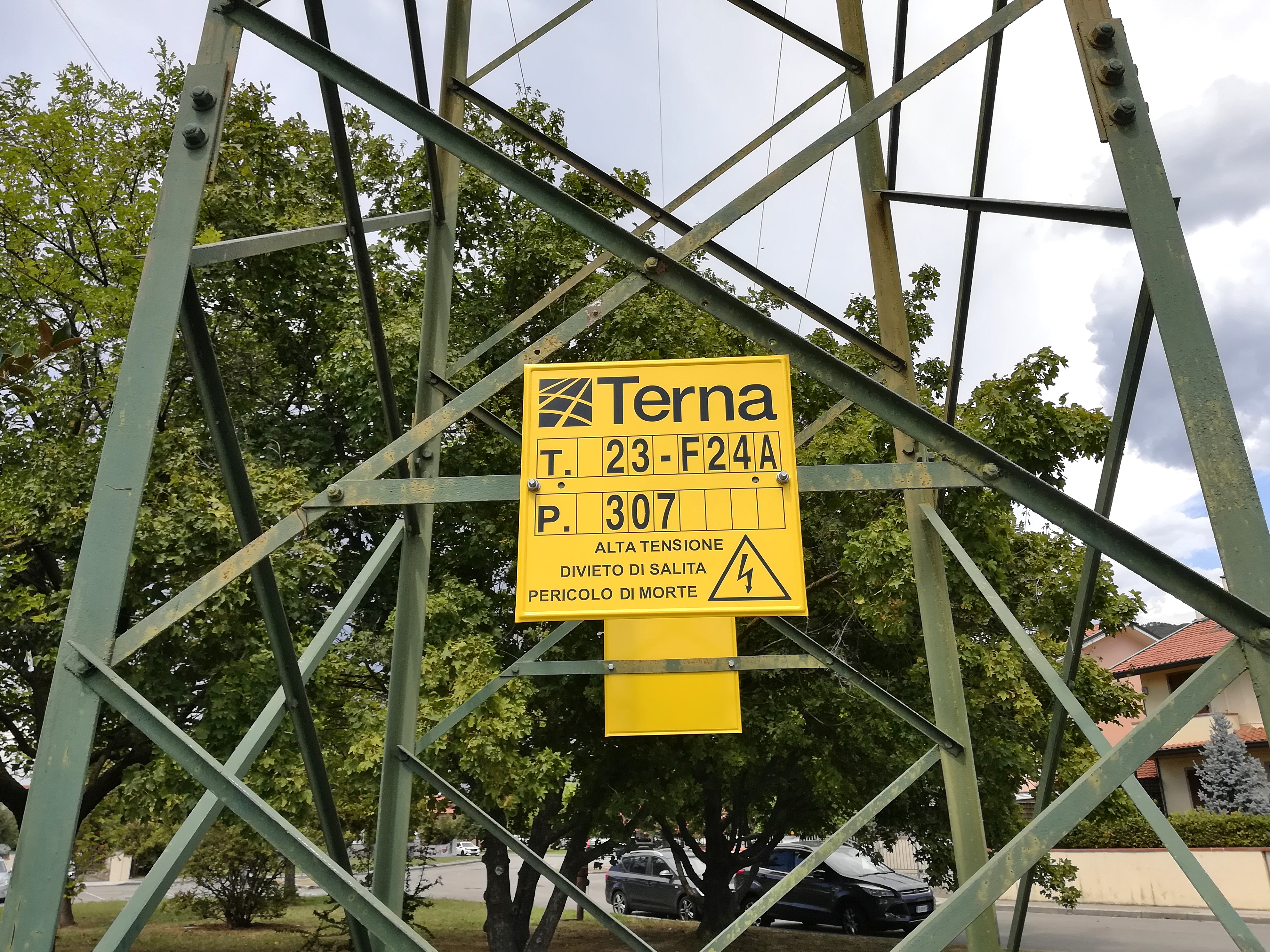
Segnale di pericolo per la presenza di alta tensione

Quando il corpo umano è attraversato da una forte corrente elettrica per un certo lasso di tempo va incontro alla folgorazione, questo fenomeno può determinare numerose alterazioni e lesioni che possono essere temporanee o permanenti. I fenomeni principali che stabiliscono i limiti di pericolosità di una corrente, sono le contrazioni tetaniche, l'arresto respiratorio, la fibrillazione ventricolare e le ustioni.
Dal punto di vista circuitale il corpo umano si comporta come un'impedenza capacitiva, pertanto quando è soggetto a una tensione viene attraversato da un corrente elettrica. Siccome la pelle agisce da isolante elettrico tra il morsetto in tensione e i tessuti sottostanti, allora questa è caratterizzata da una certa capacità {\displaystyle C_{p}} a cui è posta in parallelo una resistenza {\displaystyle R_{p}} dovuta ai pori della pelle, in serie alla capacità è poi presente la resistenza dei tessuti interni {\displaystyle R_{i}} e infine lo strato di pelle in contatto con il morsetto di uscita, o il terreno. L'impedenza complessiva del corpo umano allora è:
{\displaystyle {\bar {Z}}_{c}=R_{i}+{\frac {2R_{p}}{1+j\omega {C_{p}R_{p}}}}}
Nel caso di corrente continua, o alla frequenza nominale di 50 Hz l'effetto della capacità diventa trascurabile, si parla allora della resistenza del corpo umano:
{\displaystyle R_{c}=R_{i}+2R_{p}}
In conseguenza della legge di Ohm, la corrente circolante attraverso l'impedenza rappresentata dal corpo è direttamente proporzionale alla tensione applicata. Di fatto però non c'è diretta proporzionalità tra la tensione applicata e la corrente che attraversa il corpo umano in quanto, tra gli altri parametri, l'impedenza del corpo umano dipende dalla tensione applicata. In particolare a una tensione superiore ai 100 V la pelle subisce una rottura dielettrica, dal punto di vista circuitale è come se la capacità {\displaystyle C_{p}} venisse cortocircuitata pertanto la resistenza {\displaystyle R_{p}} trovandosi in parallelo diventa trascurabile. La resistenza del corpo umano ha un valore nell'ordine dei chilo ohm.